# الصواعق المحرقه
الصواعق المحرقة فی الردّ علی اهل البدع و الزندقة (نوشته حدود ۹۵۰ ه‍.ق) از آثار ابن حجر هیتمی، فقیه شافعی است. او در مقدمهٔ کتاب می‌نویسد که از او درخواست کتابی در حقانیت خلفای اول و دوم شده است. و از او خواستند تا در رمضان سال ۹۵۰ ه‍.ق در مسجدالحرام آن را بخواند چراکه که شیعیان بسیاری در آن هنگام در مکه حضور داشتند. او بعدها بر کتاب الحاقاتی نوشت و آن را الصواعق المحرقة نامید. دو ردّیه بر این کتاب نوشته شده‌است: البحار المغرقة اثر احمد بن محمد المرتضی و الصوارم المهرقة اثر قاضی نورالله شوشتری.